# Cristophyllarthrius
Cristophyllarthrius is een kevergeslacht uit de familie van de boktorren (Cerambycidae). De wetenschappelijke naam van het geslacht werd voor het eerst geldig gepubliceerd in 1956 door Lepesme & Breuning.

## Soorten
Cristophyllarthrius omvat de volgende soorten:
- Cristophyllarthrius decellei Villiers, 1982
- Cristophyllarthrius maynei Lepesme & Breuning, 1956